# Glaciațiunea Günz
În timpul glaciației Günz (1.200.000 -700.000  î.Hr.) stepa avansează în detrimentul pădurii: Homo erectus a continuat să se răspândească în Europa și Asia, dar încă nu cunoștea focul.
Interglciația Günz-Mindel (700.000-650.000  î.Hr) este o perioadă de ameliorare a climei în care omul iși construiește primele adăposturi în aer liber.

## Articole pe teme de glaciologie
- Aisberg
- Alpii înalți
- Antarctica
- Arctica
- Ablație (fenomen)
- Balanța masei unui ghețar
- Banchiză
- Calotă glaciară
- Calotă polară
- Circ glaciar
- Climatul calotelor polare
- Criosferă
- Ecoton
- Efectul de trecere
- Efectul Massenerhebung
- Glaciațiunea Günz
- Glaciațiunea Saale
- Glaciațiunea Westallgäu
- Glaciațiunea Wisconsin
- Glaciația Würm
- Gheață
- Ghețar
- Glaciologie
- Încălzirea globală
- Înzăpezire
- Lac glaciar
- Linia arborilor
- Linia ghețarilor
- Linia înghețului
- Linia de îngheț (astrofizică)
- Linia zăpezii
- Listă de țări în care ninge
- Listă de lacuri din România
- Morenă
- Nivologie
- Sculptura în gheață
- Spărgător de gheață
- Tundră
- Tundră alpină
- Zăpadă
- Zonă de ablație
- Zonă de acumulare